# (473075) 2015 HV104
(473075) 2015 HV104 es un asteroide perteneciente al cinturón de asteroides, descubierto el 3 de marzo de 2005 por el equipo del Catalina Sky Survey desde el Catalina Sky Survey, Arizona, Estados Unidos.

## Designación y nombre
Designado provisionalmente como 2015 HV104

## Características orbitales
2015 HV104 está situado a una distancia media del Sol de 2,190 ua, pudiendo alejarse hasta 2,301 ua y acercarse hasta 2,079 ua. Su excentricidad es 0,050 y la inclinación orbital 6,632 grados. Emplea 1184 días en completar una órbita alrededor del Sol.

## Características físicas
La magnitud absoluta de 2015 HV104 es 17,8.